# Гъгрици
Гъгрѝци (Sitophilus) – род бръмбари от семейство хоботници. Включва 14 вида, в България се срещат оризова и житна гъгрица. Някои са сериозни вредители по складираните зърнени житни култури и продукти от тях.

## Видове
Според последната ревизия на рода от A.M. Grenier и B. Delobel (1993) родът Sitophilus обхваща 14 вида:
13 съществуващи вида:
- Sitophilus conicollis
- Sitophilus cribrosus
- Sitophilus erosa
- Sitophilus glandium
- Sitophilus granarius – житна гъгрица
- Sitophilus linearis
- Sitophilus oryzae – оризова гъгрица
- Sitophilus quadrinotatus
- Sitophilus rugicollis
- Sitophilus rugosus
- Sitophilus sculpturatus
- Sitophilus vateriae
- Sitophilus zeamais – царевична гъгрица

И един фосилен вид:
- Sitophilus punctatis-simus